# 風のカラッペ
『風のカラッペ』（かぜのからっぺ）は、週刊少年キング（少年画報社）に1970年8号から1971年14・15号にかけて連載された、赤塚不二夫と佐々木ドンの漫画作品。

## 概要
山に住むイタズラガラスのカラッペと親友のカラテンが旅に出て、旅先で様々なエピソードを繰り広げる任侠時代劇ギャグ漫画。

## コミック
- ヒットコミックス全2巻（少年画報社。絶版）
- アケボノコミックス全4巻（曙出版。絶版）
- 2002年7月に発売された『赤塚不二夫漫画大全集』（小学館）に収録されている。
- また簡易製本版はコミックパーク（全4巻）で販売されている。

## 登場人物
カラッペ
オスのカラス。喧嘩っ早いが可愛い人間の女の子には弱い。
ずる賢いが、実は喧嘩も博奕も弱い。
語尾は「〜やんけ」。
カラテン
カラス天狗。ただし羽根はない。カラッペを兄貴と慕う子分格。
基本的に弱虫。情に厚い。
語尾は「〜でアリマス」。
『おた助くん』『二代目社長一郎くん』『メチャクチャNo.１』の一郎、『たまねぎたまちゃん』のさとちゃん（＝サトイモ）と共通のキャラクター。
土太郎（どたろう）
もともとは捨て子。カラッペとカラテンが見るに見かねて拾って育て上げる。
金太郎同様に腹掛けルック。怪力の持ち主。
顔はレッツラゴンの主人公・ゴンに似ている。
アリ地獄の師匠
「アリ」とつぶやいた後、かなりの大声量で「ジゴーク」と叫び、相手を倒す用心棒。その声量は相手を死に至らしめる程。
カラッペの出生の謎（後述）を知る人物。
触覚がある。
カラッペの母
とある村の美少女が誤ってカラスの卵を飲み込んでしまい、そのまま体内で孵化して放屁と共にカラッペが出生した。
このため「カラスを産んだ女」として村人から迫害を受け、成人後も山奥の炭焼き小屋に隠遁するハメに陥ってしまう。
この一件を恨んでおり、カラッペが訪ねると激怒し、熱湯を浴びせて追い返してしまう。

## その他
- 当初、赤塚の単独名義で連載が始まり、赤塚自ら作画も手掛けていたが、途中からフジオプロスタッフの佐々木ドンが代筆するようになり、佐々木の名が併記されるようになった。
- 連載当時、ハリスガム、アオシマのプラモデルやセイカノートからキャラクター関連商品が発売された。アニメ化には至っていない。
- この作品の連載開始前の週刊少年キング1970年4.5合併号に読み切り作品として『旅ガラス・カー太郎』が掲載されている。この作品のプロトタイプであり、主人公のカー太郎は江戸弁だがカラッペそのもので、カラテンも登場する。なお、単行本ではこの作品をカラッペ第1回目として収録している。
- 他の赤塚漫画にゲスト出演した事は少なく、本作連載中、『週刊少年サンデー』（小学館）昭和45年（1970年）38号に、赤塚が危篤状態になった実母の見舞いに行ったために休載となった『ぶッかれ＊ダン』の代替として、佐々木が長谷邦夫・とりいかずよし・古谷三敏と執筆・掲載した『おそ松くん』・『もーれつア太郎』・『天才バカボン』とのクロスオーバー作『ああ!!大脱獄』で、『おそ松』や『ア太郎』キャラと共に、刑務所の囚人役で出演した程度である。この作品は曙コミックス『天才バカボン』第12巻に、「天才バカボン番外地」と改題して収録されている（竹書房文庫本には未収録）。

## 派生作品
『おれはバカラス』 1971年週刊少年キング連載（17号〜30号）。現代の東京を舞台に、富豪のカラッペがアパートで一人暮らしをするところから始まる日常の珍騒動を描いた作品。作画は引き続き佐々木ドンが担当。